# هاجن داز
هاجن داز هي ماركة مثلجات أمريكية، بدأت في نيويورك عام 1960 عن طريق ثلاث نكهات فقط فانيليا،شوكولاتة والقهوة.تمتلك الشركة حالياً سلسلة فرانشايز حول العالم.